# Odolany

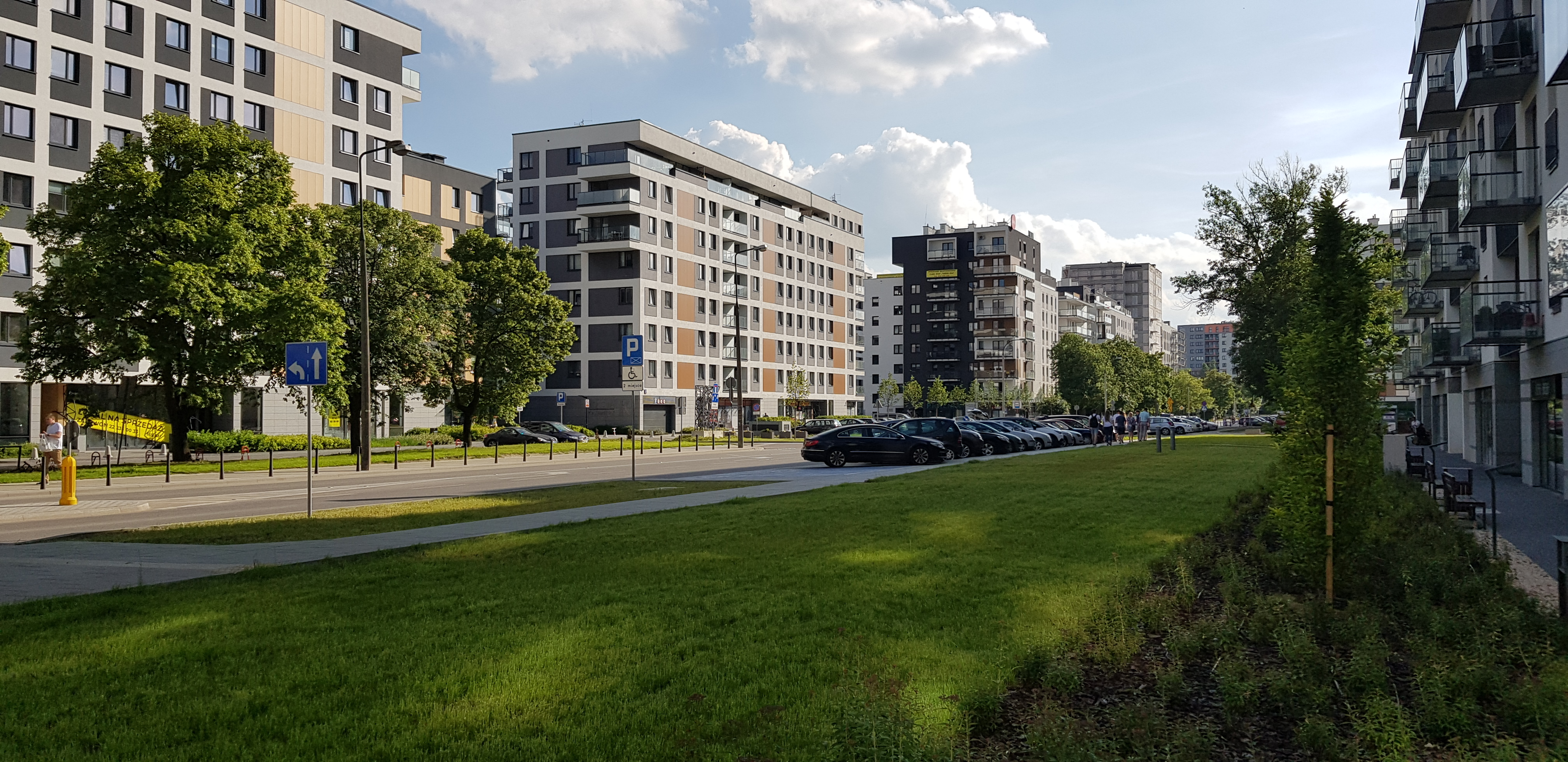
Ulica Jana Kazimierza

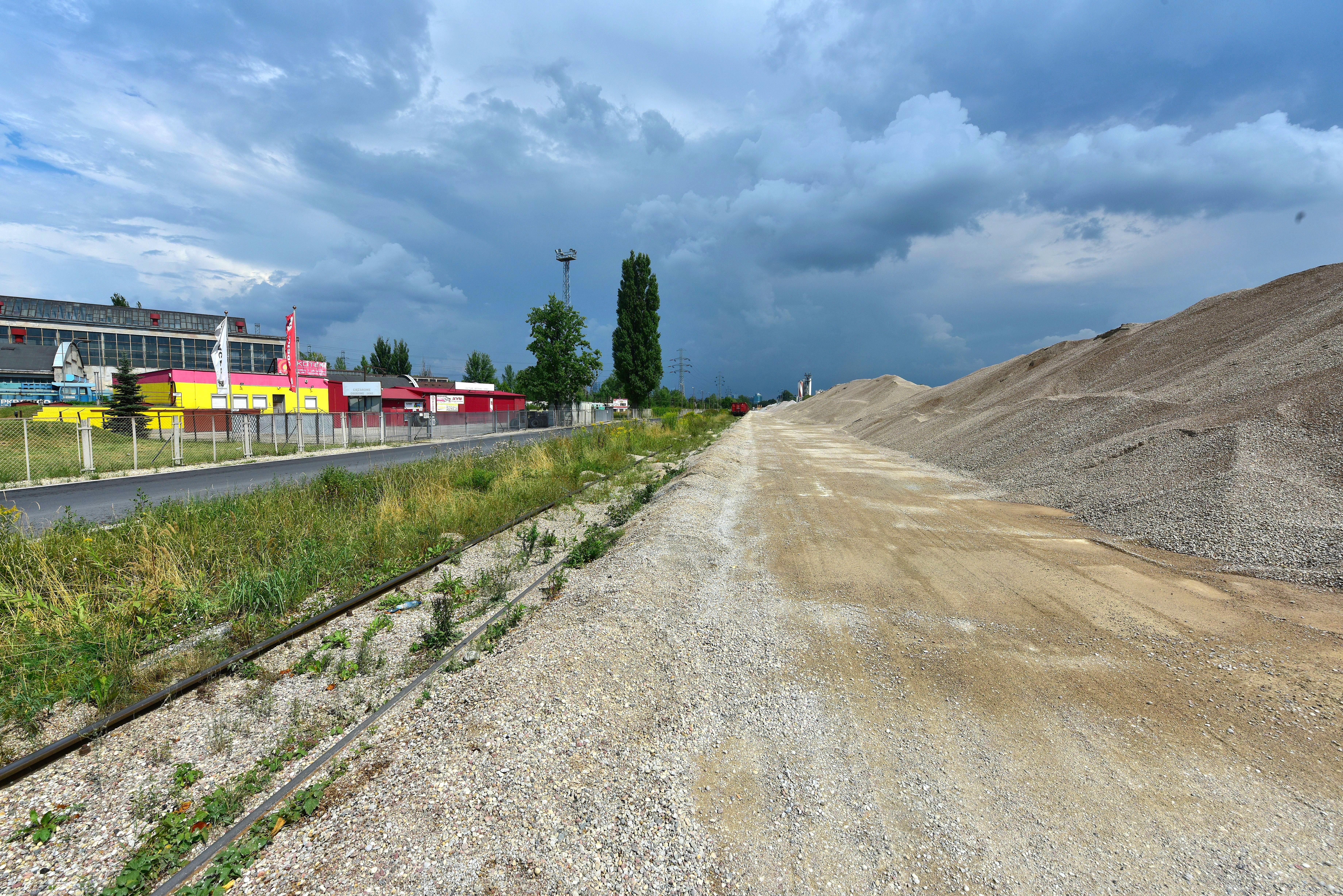
Bocznica kolejowa przy ul. Gniewkowskiej, po lewej widoczne budynki Lokomotywowni Warszawa Odolany

Odolany – dawna wieś, współcześnie obszar Miejskiego Systemu Informacji w dzielnicy Wola w Warszawie.

## Opis
Odolany leżą w południowo-zachodniej części dzielnicy Wola. Według Miejskiego Systemu Informacji granice Odolan wyznaczają:
- ul. Wolska od północy,
- linia kolejowa Warszawa Zachodnia–Warszawa Gdańska od wschodu,
- linia kolejowa Warszawa Włochy–Warszawa Centralna od południa,
- linia kolejowa Warszawa Włochy–Warszawa Gdańska od zachodu.

## Historia
Dawna wieś szlachecka położona wzdłuż drogi do Błonia (obecnie ul. Połczyńska). Pierwsza wzmianka o Odolanach pochodzi najprawdopodobniej z 1418. Od 1431 własność dziekanów kolegiaty warszawskiej św. Jana. W 1528 Odolany miały 5 łanów (ok. 85 ha). W 1580 wieś duchowna znajdująca się w powiecie warszawskim ziemi warszawskiej województwa mazowieckiego. W 1789 znajdowało się tam 18 gospodarstw. Odtworzenie historii wsi utrudnia zniszczenie w 1944 akt kapituły warszawskiej.
Nazwa wsi Odolany pochodziła od nazwy osobowej Odolan, a forma liczby mnogiej wskazuje, że była nazwą rodową, tj. oznaczającą własność potomków Odolana. Imię Odolan w XV wieku nie było już używane.
W latach 1886–1890 w rejonie obecnych ulic Gniewkowskiej i Potrzebnej zbudowano fort Odolany, będący elementem pierścienia wewnętrznego Twierdzy Warszawa.
W 1901–1903 przez Odolany przeprowadzono tory linii warszawsko-kaliskiej.
W czasie rozszerzenia w 1916 znaczna część obszaru Odolan znalazła się w granicach Warszawy. Zachodnią część (gromadę Odolany – obszar leżący w przybliżeniu na zachód od dzisiejszej ul. Przyce) przyłączono do miasta w 1951.
W latach 1922–1929 przy południowej granicy Odolan powstała stacja postojowa Warszawa Szczęśliwice, a początku lat 30. XX wieku zbudowano tam stację rozrządową Włochy.
16 października 1942 w odwecie za akcję „Wieniec” Niemcy powiesili obok przejazdu kolejowo-drogowego w ciągu ul. Mszczonowskiej 10 więźniów Pawiaka. W 1964 miejsce mordu zostało upamiętnione tablicą Tchorka.
Po 1945 przy ul. Jana Kazimierza – głównej ulicy Odolan – powstała jedna z dwóch lokalizacji Warszawskich Zakładów Maszyn Budowlanych im. Ludwika Waryńskiego (tzw. Zakłady Waryński 2), pomiędzy ulicami Ordona, Marcina Kasprzaka i obecnej al. Prymasa Tysiąclecia działała Fabryka Wyrobów Precyzyjnych im. gen. Świerczewskiego, a przy ul. Ordona centralna stacja rozdziałowa.
Dużą część Odolan (część środkowa i południowa) zajmują torowiska i bocznice, a także budynki techniczne, administracyjne i mieszkalne należące do PKP (m.in. Lokomotywownia Warszawa Odolany i PKP Cargo – Zakład Centralny Spółki). Część terenów pozostaje niezagospodarowana. Stacja jest wykorzystywana głównie do transportu do Warszawy kruszyw i materiałów budowlanych. W rejonie ulic Jana Kazimierza i Ordona, na terenach należących do spółek VIS i Bumar-Waryński, zrealizowano wiele inwestycji mieszkaniowych.

## Ważniejsze obiekty
- Instytut Podstaw Informatyki Polskiej Akademii Nauk
- Lokomotywownia Warszawa Odolany[17]
- Fort W-Szcza Twierdzy Warszawa
- Miejsce upamiętnienia Reduty nr 54 przy ul. Mszczonowskiej róg ul. Włochowskiej
- Szubienica na Woli

## Inne informacje
Po włączeniu Szczecina do Polski Odolany użyczyły nazwy jednemu z tamtejszych osiedli, położonemu w dzielnicy Warszewo.